# Fuggerei

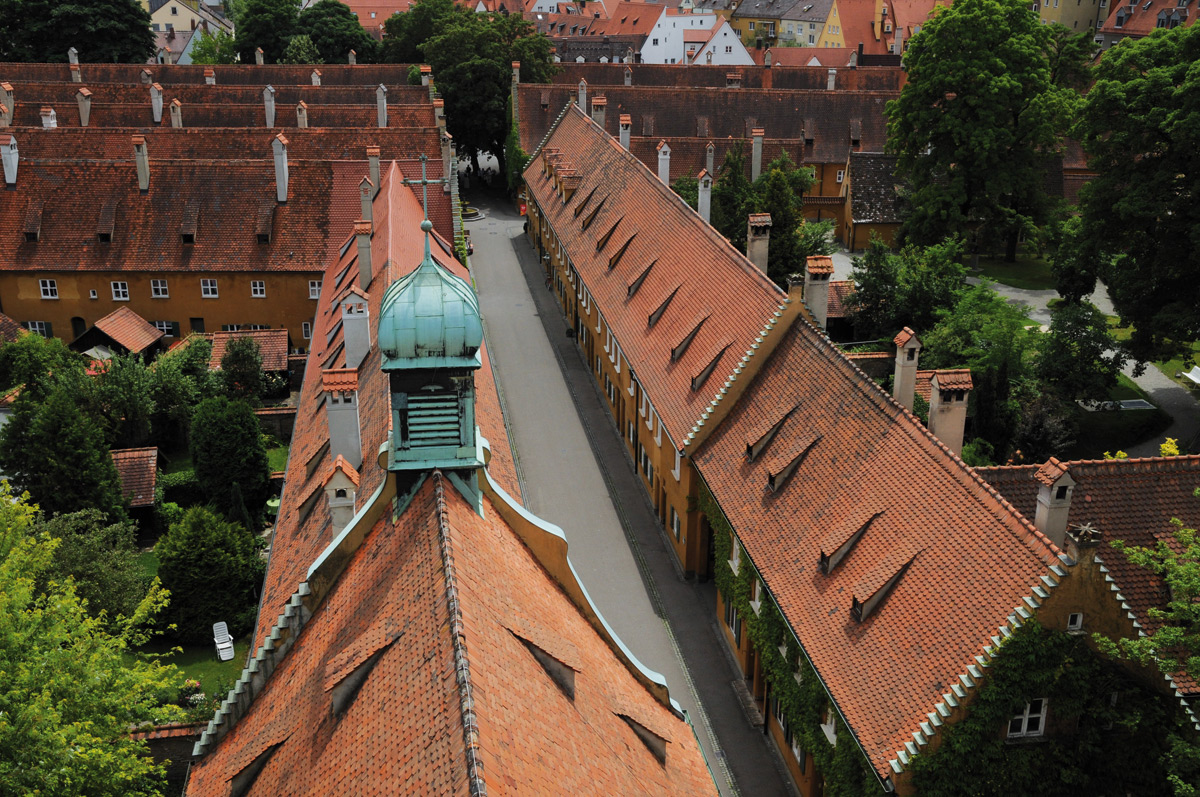
Kościół św. Marka i Herrengasse w Fuggerei

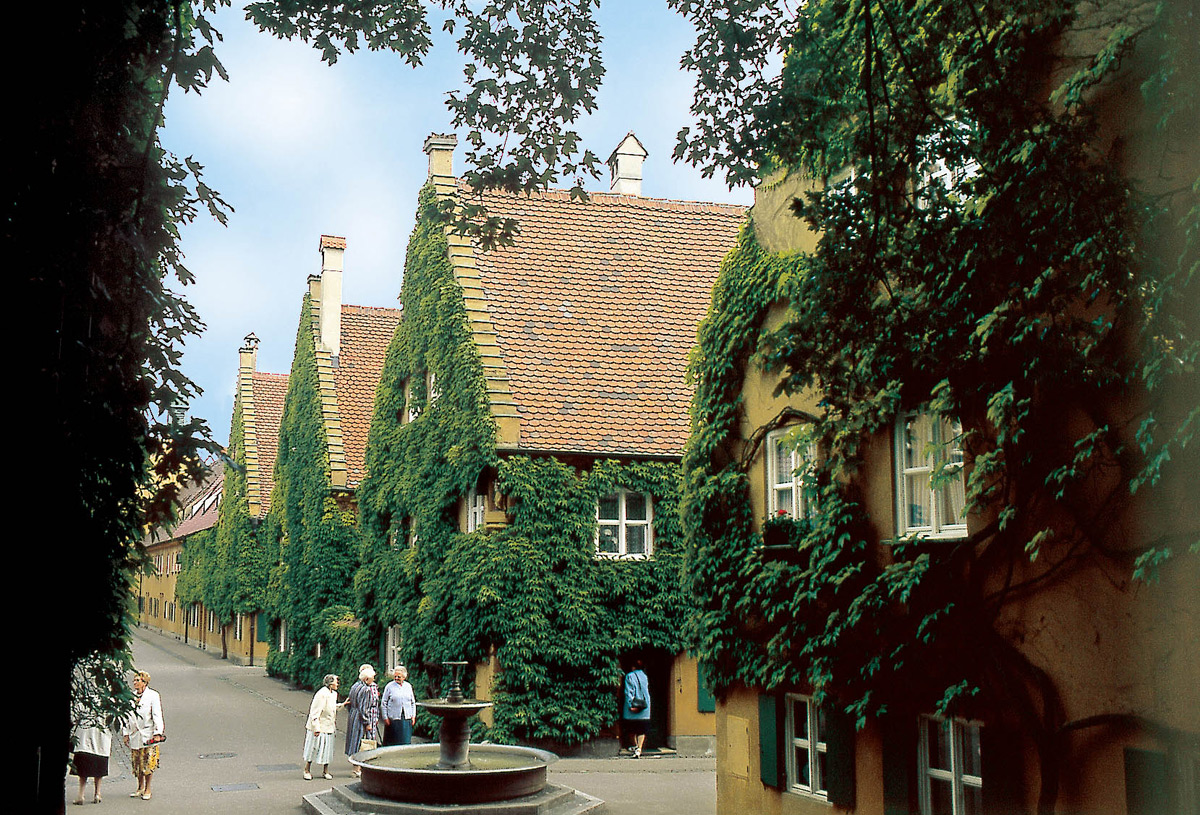
Widok Herrengasse w Fuggerei

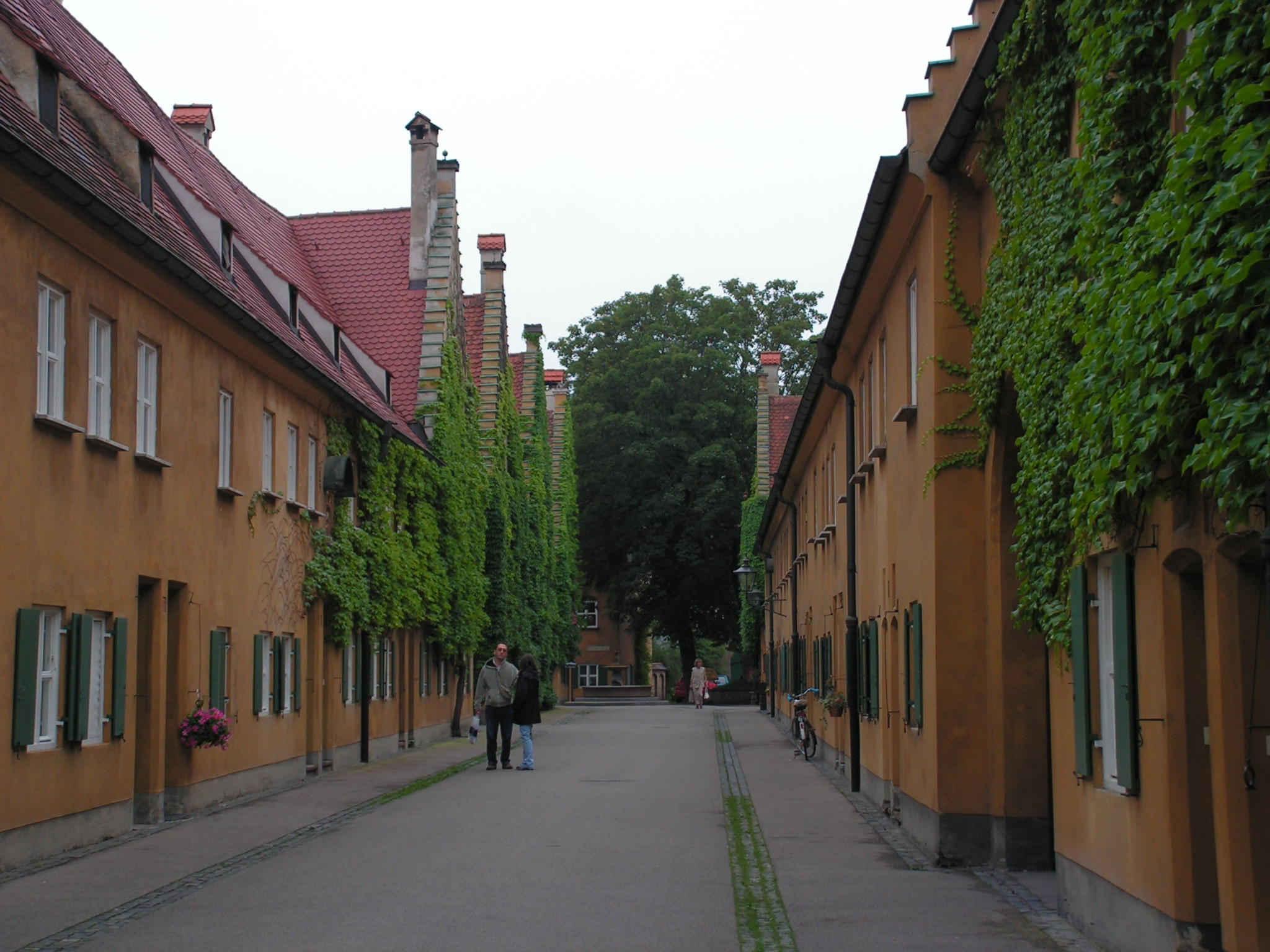
Główna ulica w Fuggerei

Fuggerei – zamknięta murami dzielnica Augsburga, pierwsza na świecie stworzona w celu pomocy ubogim. Została utworzona przez Jakoba Fuggera zwanego Bogatym, rzeczywiście najbogatszego wówczas obywatela Augsburga. W 1514 r. wykupił on fragment miasta i w 1516 r. rozpoczął tam budowę dzielnicy mieszkaniowej o charakterze socjalnym. Do 1523 r. wybudowano domy, w których znaleźli schronienie rzemieślnicy wraz z rodzinami, którzy nie z własnej winy popadli w długi. Zasady przyjmowania nowych mieszkańców nie zmieniły się do dziś. Mogą tu zamieszkać ludzie, którzy urodzili się w Augsburgu, są katolikami i znajdują się w trudnej sytuacji materialnej. O przyjęciu decyduje Seniorat Fundacji. Dziś dzielnica zamieszkana jest głównie przez osoby starsze.
Dzielnica zabudowana jest 52 domami mieszkalnymi w stylu niemieckiego renesansu i otoczona murami z bramami zamykanymi dla postronnych w godz. 22-6. Domy są dwupiętrowe. Na każdym piętrze mieszka jedna rodzina. Mieszkania mają osobne wejścia, składają się z trzech pokoi, kuchni i małego ogrodu lub poddasza. Całe mieszkanie ma około 60 m² powierzchni.
Każdy przyjęty do Fuggerei ma zapewnione mieszkanie do końca życia, jednak bez prawa dziedziczenia. Aby nie ranić poczucia godności mieszkańców, każda z rodzin uiszcza co roku symboliczną opłatę w wysokości 1 guldena reńskiego, co obecnie zostało zastąpione ekwiwalentem w postaci 0,88 euro. Ponadto mieszkańcy zobowiązani są do odmówienia 3 modlitw dziennie (Ojcze nasz, Wierzę w Boga, Zdrowaś Maryjo) za fundatora Fuggerei i jego rodzinę. M.in. w tym celu odprawiana jest codziennie msza w rzymskokatolickim kościele św. Marka (niem. Markuskirche).
W czasie II wojny światowej Fuggerei zostało zniszczone podczas bombardowań. W 1947 potomkowie rodu Fuggerów postanowili własnymi środkami odbudować dzielnicę w możliwie najwierniejszy sposób. Podczas odbudowy zmodernizowano również budynki, doprowadzając do nich kanalizację i prąd.
Obecnie Fuggerei jest udostępniona do zwiedzania. Po wykupieniu biletu można obejrzeć całość dzielnicy, wraz z wnętrzami 3 mieszkań, w których zorganizowano ekspozycje obrazujące jak mieszkano w nich dawniej i jak mieszka się w nich dziś. W wybudowanym podczas II wojny światowej na terenie dzielnicy podziemnym schronie można obejrzeć wystawę przedstawiającą zniszczenia Fuggerei na skutek alianckich bombardowań i proces jej odbudowy.